# 豊浜仮乗降場

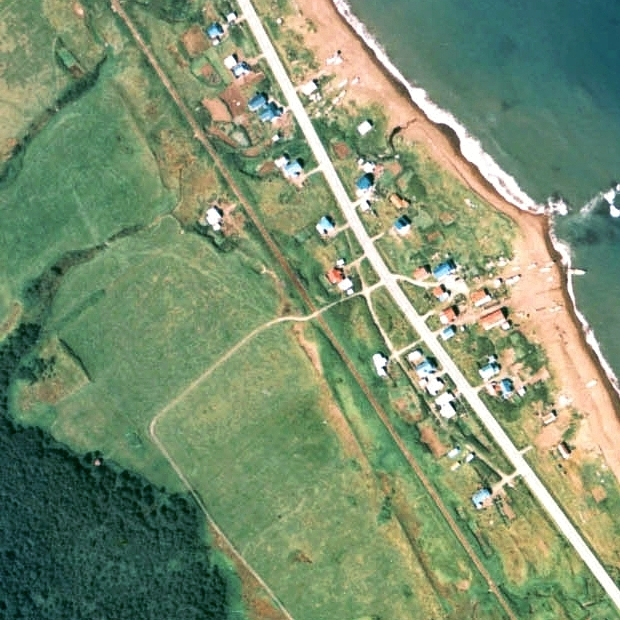
1977年の豊浜仮乗降場と周囲約500m範囲。右下が北見枝幸方面。枝幸側に踏切があり、少し離れた線路海側に灰色の線が見えるのがホーム。周囲に待合室は見当たらない。

豊浜仮乗降場（とよはまかりじょうこうじょう）は、北海道
（宗谷支庁）枝幸郡浜頓別町字斜内にあった日本国有鉄道（国鉄）興浜北線の仮乗降場（廃駅）である。興浜北線の廃線に伴い1985年（昭和60年）7月1日に廃駅となった。

## 歴史
- 1956年（昭和31年）2月26日 - 日本国有鉄道興浜北線の豊浜仮乗降場（局設定）として開業[2]。
- 1985年（昭和60年）7月1日 - 興浜北線の廃線に伴い廃止となる[2]。

### 駅名の由来
斜内地区の海岸の通称から。「豊かな浜」の意とされる。

## 駅構造
廃止時点で、単式ホーム1面1線を有する地上駅であった。

## 駅周辺
- 国道238号（宗谷国道）[3]
- 宗谷バス「豊浜」停留所

## 駅跡
2000年（平成12年）時点で跡形も無くなっている。

## 隣の駅
日本国有鉄道
興浜北線
豊牛駅 - 豊浜仮乗降場 - 斜内駅